# Anthony Spaulding Sports Complex
Le Anthony Spaulding Sports Complex est un stade de football situé dans le quartier de Trenchtown à Kingston en Jamaïque. Il accueille les matchs officiel de l'Arnett Gardens FC.

## Histoire
D'importants investissements sont réalisés en 2018 pour rénover le stade et le mettre aux standards de la CONCACAF. 